# 肉の日
肉の日（にくのひ）は、日本の記念日の1つ。「2（に）」と「9（く）」のごろ合わせによるもので、毎月29日である。また、毎年2月9日も「肉の日」ないし「お肉の日」としてのPRが行われている。

## 概要
毎月29日の「肉の日」は、都道府県食肉消費者対策協議会によって制定された。なお、「肉の日」を「29日」と称する事例は古くからあり、少なくとも昭和40年代には実例が確認される。
全国食肉事業協同組合連合会（全肉連）は、JA全農とも連携し、毎月29日を含む数日にわたり、関係団体とともに関連店舗で肉の特別販売を実施している。さらに、焼肉店・ステーキ店・レストラン等の肉料理を提供する飲食店や、スーパーマーケット等の小売店でも、安売りなどのサービスが行われる。
1988年、日米の貿易交渉で牛肉の輸入自由化が決定した際には、それまでは畜産振興事業団が、適正な値段及び表示での輸入牛肉普及のため、「肉の日」協力店に冷凍牛肉を割安で売り渡していたが、事業団による一元買い入れ及び売り渡しが廃止となり、「協力店」制度もなくすることとされたため、「肉の日」についても存続させるか否か検討されたこともあった。
毎年2月9日の「お肉の日」は、毎月29日の「肉の日」よりも遅く、「肉の年」である平成29年（2017年）に始まったもので、毎月29日の「肉の日」がない2月に、「お肉の日」キャンペーンで食肉の消費を喚起することが企図されている。
なお、これに類似した「29日」に行われる食肉に関するキャンペーンとして、徳島県の四季美谷温泉では、4月29日を「シカにくの日」として、ジビエ料理の普及活動を、日本食鳥協会では、10月29日を「国産とり肉の日」として、国産鶏肉の安全性や味のPRを、より良き宮崎牛づくり対策協議会では、11月29日を、「いい肉の日」として、宮崎牛のPRを、また、沖縄県畜産振興公社でも11月29日を「うちなーいい肉の日」として、県内における畜産業の認知度アップを行うなどの各種活動が見られる。

## 関連資料
- 木村元治「「肉の日」考察」食肉四季報137号1-8ページ,2017